# Marie le Pech de Calages
Marie Le Pech de Calages, dite Marie de Calages ou Marie de Pech, née en 1623 ou 1630 à Béziers et morte le 7 octobre 1661, est une poètesse française.

## Biographie
Marie de Calages a pour parents Marguerite de Druille et Georges de Pech-Kersalan, nobles de robe du Languedoc.
Elle épouse Henri de Calages à Narbonne, receveur du grenier à sel de Mirepoix, issu d'une famille de magistrats de Fanjeaux (Aude) vers 1649 à 26 ans. Ils ont deux garçons Pierre Pol en 1657 dont le parrain est Pierre Paul Riquet, et Henry Halfonce en 1659.
En septembre 1659, elle écrit Judith, un poème épique en guide d'épithalame à l'annonce du mariage de Louis XIV et Marie-Thérèse d'Autrice, une tragédie en cinq mille vers inspirée du récit biblique de Judith et Holopherne.
Elle est plusieurs fois lauréate aux Jeux floraux de Toulouse,.
Elle meurt à 38 ans en accouchant de son troisième enfant, ce qui ne lui permet pas de profiter de la gratification accordée par son poème dédié à la reine Marie-Thérèse d'Autriche publié l'année qui précède. Elle est mise en terre le 25 octobre 1661.

## Œuvre
- « Discours aux dames » (1660)[5]
- Le poème épique Judith, ou la Délivrance de Béthulie, poème saint. Dédié à la reyne, par Mademoiselle de Calages (Arnaud Colomiez, imprimeur ordinaire du Roy et de l’Université, 1660 ; lire en ligne ou ). Le manuscrit comporte des ornements typographiques ainsi que deux portraits: l'un représente la dédicataire, Marie-Thérèse d'Autriche, le second représente l'héroïne biblique: Judith.
- Les archives du XVIIe siècle de Toulouse ont brûlé et sont perdues[3]

## Postérité
- Une rue de Mirepoix porte son nom.
- Portrait de Judith, peint par Virginia da Vezzo, gravé par Claude Mellan, figurant dans le poème de Marie de Calages (1660)[3]